# Halvány rókagomba
A halvány rókagomba (Cantharellus pallens) a rókagombafélék családjába tartozó, Európában honos, lomberdőkben élő, ehető gombafaj.

## Megjelenése
A halvány rókagomba kalapja 2-8 (10) cm széles, alakja fiatalon kissé domború, majd tölcséressé válik. Széle hullámos, esetenként szinte fodros, felszíne kezdetben kissé bársonyos, idősebben csupaszra kopik. Színe fehéres vagy halványsárgás.
Húsa fehéres vagy halványsárga, sérülésre sárgul. Szaga aromás, gyümölcsös, íze kellemes, némileg csípős. 
Termőrétege nem lemezes, hanem ráncos; a vastag ráncok a tönkre hosszan lefutók, villásan elágaznak és keresztben összekötöttek lehetnek. Színük fehéres vagy halvány tojássárgája-színű. 
Tönkje 3-8 cm magas és 0,8-1,5 cm vastag. Alakja lefelé vékonyodó, belül tömör. Felszíne bársonyosan sima. Színe fehéres, sérülésre sárgul.
Spórapora fehér. Spórája ellipszis alakú, sima, mérete 7,5-10,5 x 4-6,5 µm.

### Hasonló fajok
A színét kivéve minden paraméterében hasonlít a sárga rókagombához, egyes szerzők annak változatának tekintik. 

## Elterjedése és termőhelye
Európában honos. Magyarországon helyenként gyakori.
Kevésbé savanyú talajú lomberdőkben él, főleg bükk és tölgy alatt. Májustól novemberig terem. 

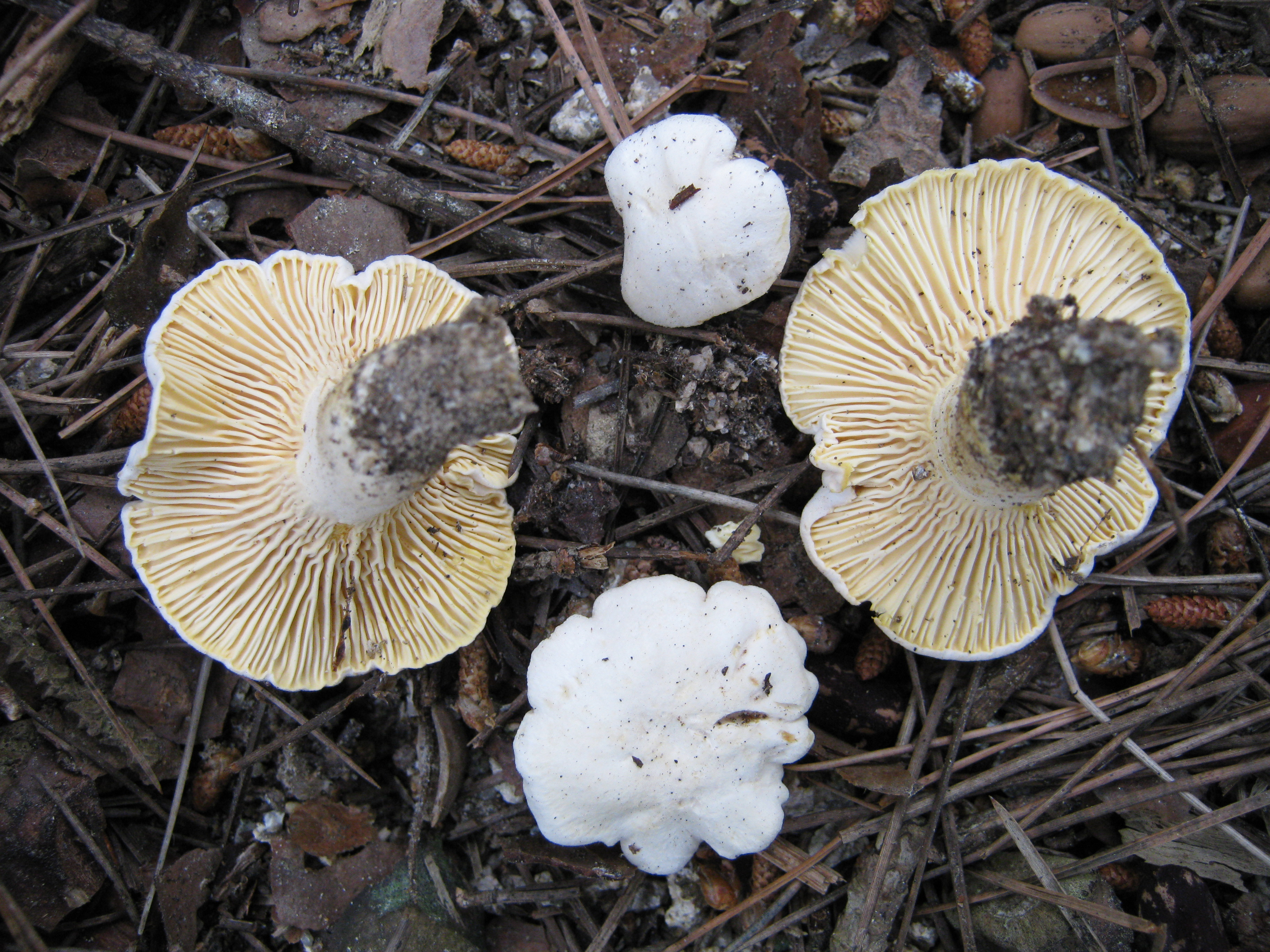
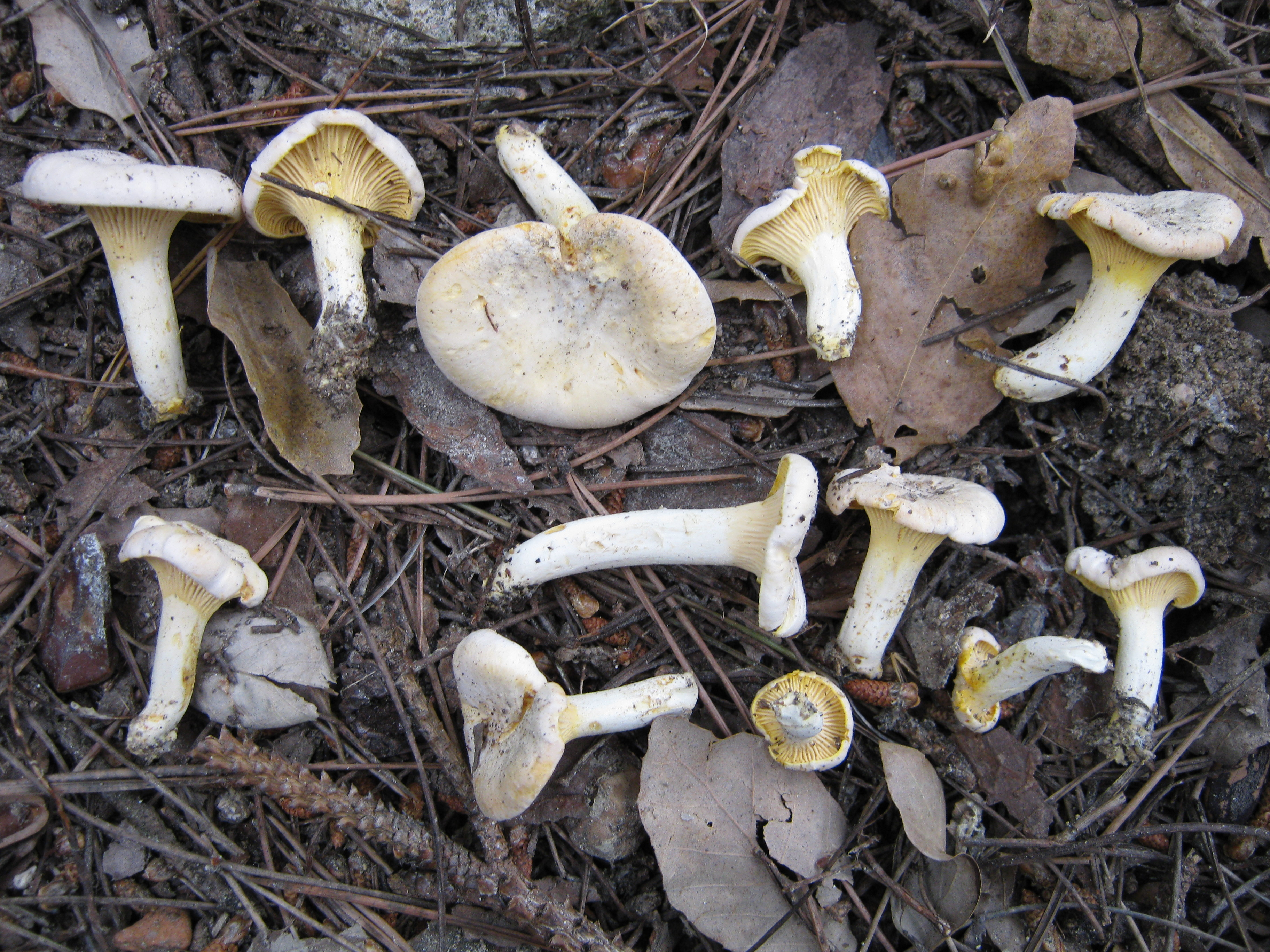
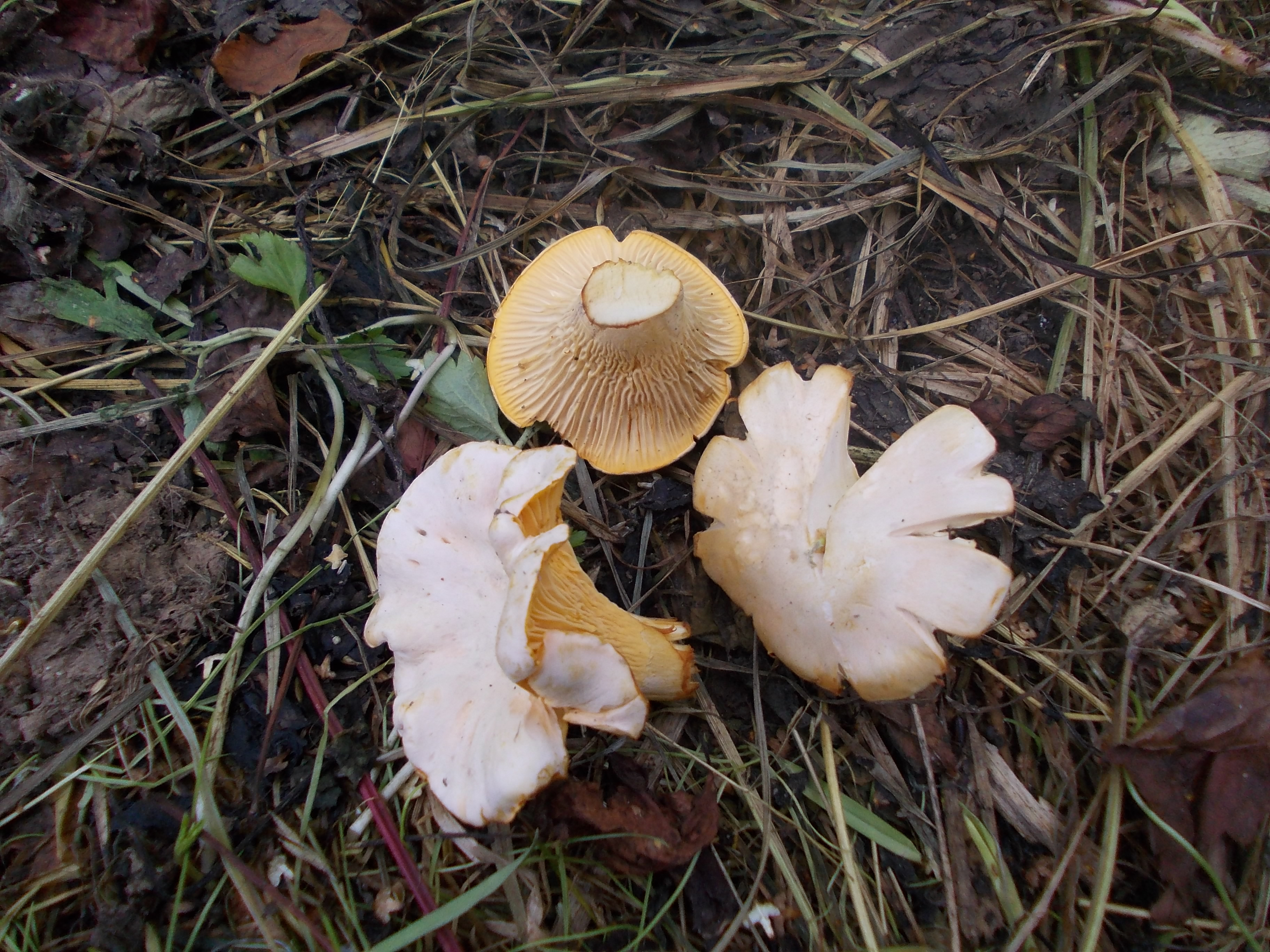
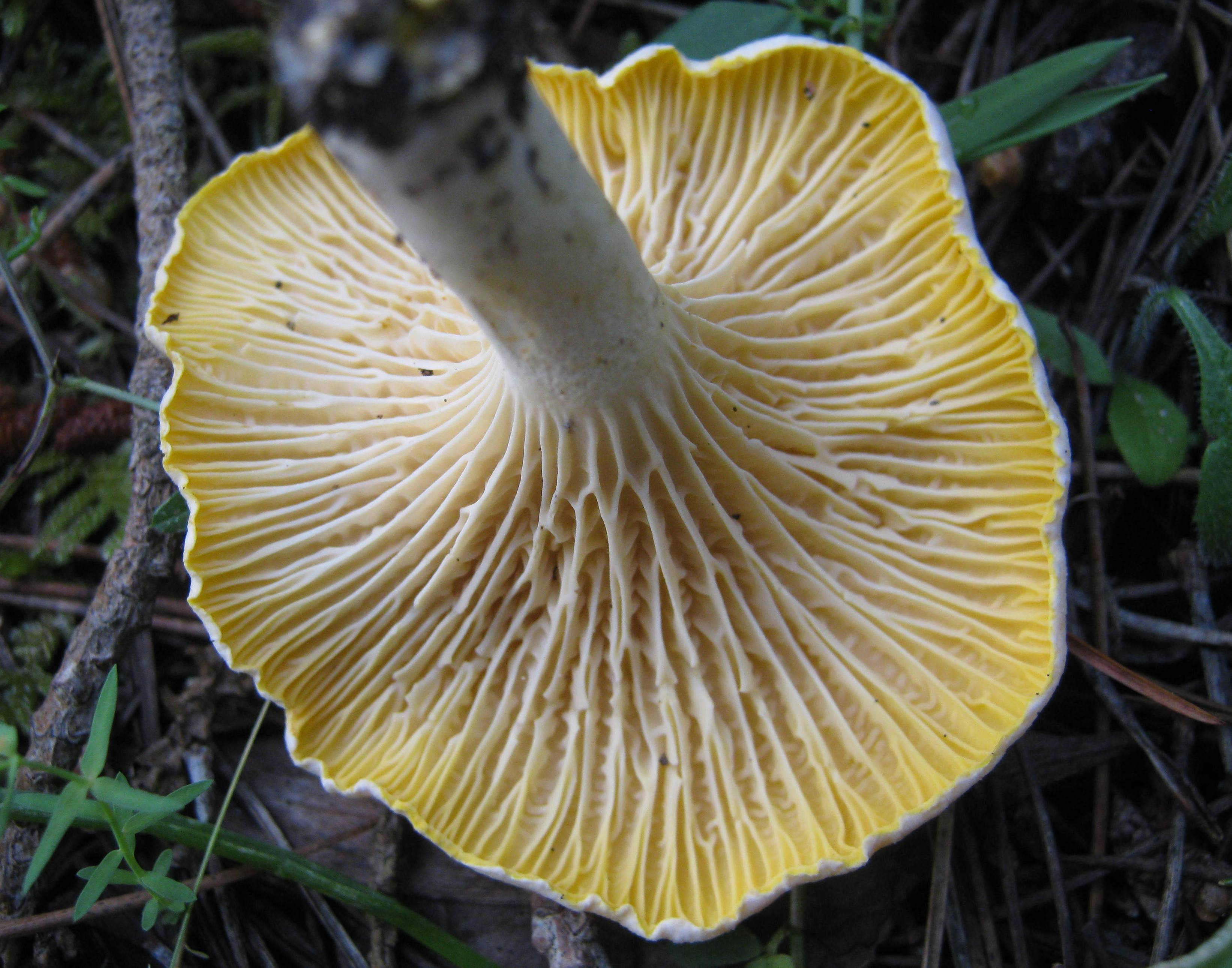

Ehető, ízletes gomba. 